# Ken Willard
Kenneth Henderson Willard (Richmond, 14 luglio 1943) è un giocatore di football americano statunitense che ha gioca nel ruolo di fullback nella National Football League (NFL). Al college ha giocato a football all'Università della Carolina del Nord a Chapel Hill.

## Carriera
Willard fu scelto come secondo assoluto nel Draft NFL 1965 dai San Francisco 49ers. Con essi passò nove stagioni e fu convocato per quattro Pro Bowl. La sua migliore stagione fu quella del 1968 quando corse 967 yard e segnò 7 touchdown. L'ultima stagione della carriera la passò nel 1974 coi St. Louis Cardinals, vincendo il quinto titolo di division. Concluse la carriera professionistica con 45 touchdown su corsa e 17 su ricezione.

## Palmarès
- Convocazioni al Pro Bowl: 4

1965, 1966, 1968, 1969

## Statistiche
| Partite                | 139 |
| Touchdown su corsa     | 45  |
| Touchdown su ricezione | 17  |